# Hannón el Viejo
Hannón el Viejo fue un general cartaginés que sirvió junto con Magón Barca durante la segunda guerra púnica.

## Biografía
Se le atribuyen a veces hechos pertenecientes a Hannón (hijo de Bomílcar), incluyendo una supuesta campaña bajo Aníbal en Italia, a pesar de diferenciarse de él en las fuentes.
En 207 a. C. Hannón llegó a la península ibérica y se unió a Magón para reclutar mercenarios en Celtiberia, entre ellos el mítico Laro. Sin embargo, sus esfuerzos fueron frustrados por Marco Silano, enviado por Escipión el Africano, que consiguió hacer huir a Magón y capturar a Hannón. Éste fue ejecutado en 204 a. C.
Tras la derrota, Magón se refugió en Gades, desde donde envió a su prefecto Hannón a reunir más mercenarios, dando como resultado la Batalla del Guadalquivir.